# Anguillara Veneta
Anguillara Veneta (Anguiłara in veneto) è un comune italiano di 4 105 abitanti della provincia di Padova in Veneto.

## Geografia fisica
Anguillara Veneta sorge su un territorio pianeggiante. È attraversata dal fiume Adige (che costituisce il confine meridionale del comune), dal canale Gorzone e da corsi d'acqua minori (vari scoli di bonifica). Il clima è continentale, caratterizzato da estati calde e afose e inverni freddi, ma non particolarmente rigidi, con frequente formazione di nebbie. Le precipitazioni sono distribuite abbastanza uniformemente durante l'anno, ma d'estate sono possibili fenomeni piovosi di forte intensità accompagnati da grandine.

## Storia
Tracce di primi insediamenti umani risalgono all'età del bronzo. Le frequenti rotte dell'Adige segnarono profondamente il territorio di Anguillara, che per molti secoli rimase in prevalenza paludoso. Divenne un feudo della famiglia dei Carraresi, i signori di Padova, della quale i conti di Anguillara formarono uno dei rami più importanti insieme ai Papafava. Nel periodo medievale il paese fu teatro di diversi scontri militari con le potenze confinanti (Ferraresi in primis). Con la sconfitta dei Carraresi nel 1405 da parte della Repubblica di Venezia il territorio entrò a far parte politicamente della Serenissima, mentre la Veneranda Arca del Santo di Padova ottenne la proprietà economica dei terreni (e la mantenne fino al 1974). Nel XVI secolo iniziarono i lavori di bonifica (taglio dell'Argine vecchio del Gorzon in località Taglio, 1557), che furono completati solo tre secoli più tardi.
La difficile situazione economica, dovuta all'economia prevalentemente agricola e allo scarso sviluppo industriale, incoraggiò nel secondo dopoguerra una massiccia emigrazione verso l'estero e verso le più ricche regioni del nord-ovest italiano.
Il 1º novembre 2021 ha visitato Anguillara il presidente della Repubblica del Brasile Jair Bolsonaro, al quale il Comune ha conferito la cittadinanza onoraria a motivo delle origini anguillaresi del bisnonno paterno di questi; tale provvedimento ha suscitato reazioni in Italia.

### Simboli
Lo stemma e il gonfalone sono stati concessi con decreto del presidente della Repubblica dell'8 agosto 1994.
Gli smalti oro e argento richiamano i colori pontifici, in quanto vasti terreni anguillaresi furono dominio della Veneranda Arca di Sant'Antonio che ne venne in possesso nel 1405 a titolo di restituzione e riparazione da parte dei Carraresi, i quali in precedenza avevano requisito i testi della basilica di Sant'Antonio di Padova per poter pagare i soldati durante le ultime fasi della guerra contro i Veneziani. I carri sono simbolo dei da Carrara che qui edificarono castelli e bastie a difesa della zona di confine. 
Le anguille hanno probabilmente dato origine al nome del comune e  ricordano inoltre che prima delle bonifiche il territorio presso il fiume Adige era formato da stagni e paludi.

## Monumenti e luoghi d'interesse
I dati sono tratti da Il Veneto paese per paese.

### Architetture religiose

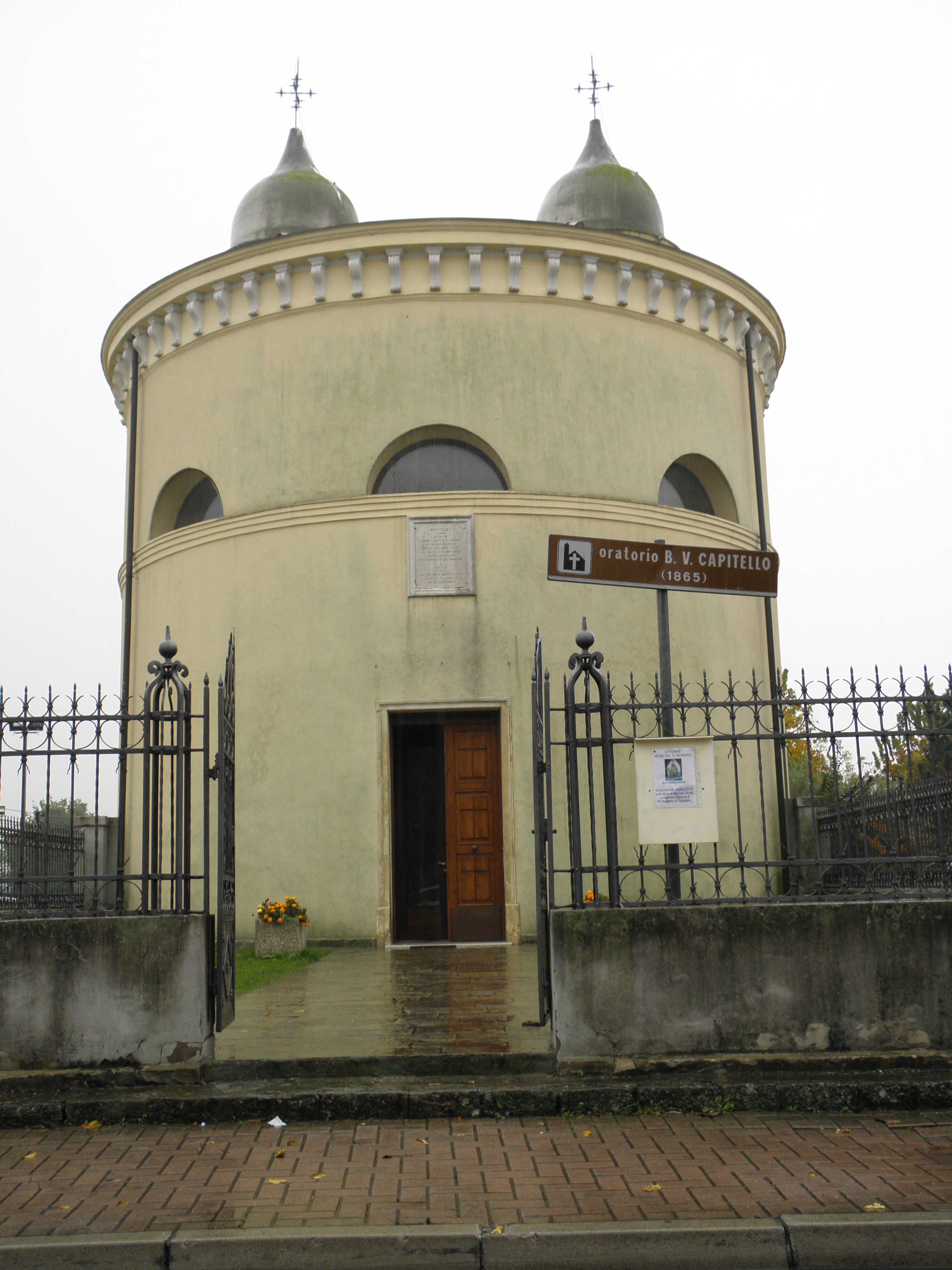
Oratorio della Madonna Addolorata, detto del Capitello.

- Chiesa parrocchiale di Sant'Andrea (inizio XX secolo). Venne edificata tra il 1900 ed il 1906 in sostituzione della precedente risalente al XVIII secolo, e consacrata negli anni '40, posta nei pressi dell'argine dell'Adige, demolita per motivi di pubblica utilità. Provenienti da quest'ultima sono i cinque altari che la adornano, tra i quali l'altare maggiore impreziosito dalle statue raffiguranti Sant'Andrea, patrono della cittadina e San Pietro opera dello scultore padovano Giovanni Bonazza.
- Oratorio della Madonna Addolorata (1792), detto del Capitello. Posizionato sull'attuale Via Roma e caratterizzato dai due campaniletti, venne ampliato nel 1865 e reca al suo interno, sopra l'altare, una Pietà di scuola salisburghese risalente al XV secolo.
- Oratorio di Sant'Antonio di Padova (XVII secolo), posizionato in prossimità della Villa della Veneranda Arca del Santo.
- Chiesa parrocchiale di Sant'Antonio a Borgoforte

### Architetture civili
- Barchessa Del Pizon, Girotto.
- Barchessa San Gioacchino.
- Palazzo Simon.
- Villa della Veneranda Arca del Santo.
- Villa Bido
- Villa detta "il Palazzon", ex magazzino idraulico.
- Monumento alla Pace con bassorilievo Leonardo Lucchi.

## Società

### Evoluzione demografica
Abitanti censiti

## Economia
Comune a vocazione prevalentemente agricola, dispone di un terreno fertile adatto a molti tipi di coltivazioni, soprattutto cereali (mais e grano), senza disdegnare colture orticole e tuberose (importantissima la patata americana o patata dolce, valorizzata attraverso l'annuale Festa della Patata Americana, giunta nel 2019 alla 30ª edizione). Modesta la presenza di insediamenti produttivi, quasi esclusivamente a carattere artigianale.

## Infrastrutture e trasporti
Anguillara Veneta è collegata a Padova tramite la linea Busitalia Veneto E_62.

## Amministrazione

### Sindaci dal 1946
|                                                      | Giuseppe Quaglio                                 | Partito Socialista Italiano   | 1946-1947 | 1946   |
|                                                      | Silvio Magon                                     | Partito Socialista Italiano   | 1947-1951 | (1946) |
|                                                      | Ferdinando Bonon                                 | Democrazia Cristiana          | 1951-1964 | 1951   |
| 1956                                                 | Ferdinando Bonon                                 | Democrazia Cristiana          | 1951-1964 |        |
| 1960                                                 | Ferdinando Bonon                                 | Democrazia Cristiana          | 1951-1964 |        |
|                                                      | Angelo Merlin                                    | Democrazia Cristiana          | 1964-1970 | 1964   |
|                                                      | Tranquillo Trevisan                              | Partito Socialista Italiano   | 1970-1976 | 1970   |
| 1975                                                 | Tranquillo Trevisan                              | Partito Socialista Italiano   | 1970-1976 |        |
|                                                      | Bruno Paglianti                                  | Democrazia Cristiana          | 1976-1977 | (1975) |
|                                                      | Pier Giorgio Trovato (Commiss. prefettizio)      | -                             | 1977-1978 | -      |
|                                                      | Fabrizio Baretta                                 | Partito Comunista Italiano    | 1978-1985 | 1978   |
| 1980                                                 | Fabrizio Baretta                                 | Partito Comunista Italiano    | 1978-1985 |        |
|                                                      | Mario Moretto                                    | Partito Socialista Italiano   | 1985-1990 | 1985   |
|                                                      | Loris Tomiato                                    | Democrazia Cristiana          | 1990-1995 | 1990   |
| Sindaci eletti direttamente dai cittadini (dal 1995) |                                                  |                               |           |        |
|                                                      | Loris Tomiato                                    | Centro-sinistra               | 1995-1999 | 1995   |
|                                                      | Gianfranco Milani                                | Centro-sinistra               | 1999-2009 | 1999   |
| 2004                                                 | Gianfranco Milani                                | Centro-sinistra               | 1999-2009 |        |
|                                                      | Luigi Polo                                       | Centro-sinistra               | 2009-2019 | 2009   |
| 2014                                                 | Luigi Polo                                       | Centro-sinistra               | 2009-2019 |        |
|                                                      | Alessandra Buoso                                 | Lista civica di centro-destra | 2019-2025 | 2019   |
| 2024                                                 | Alessandra Buoso                                 | Lista civica di centro-destra | 2019-2025 |        |
|                                                      | Adamo Antonello Ianniello (Commiss. prefettizio) | -                             | 2025      | -      |